# Lourinhã
Lourinhã ist eine Kleinstadt (Vila) in Portugal, etwa 73 Kilometer nördlich der Hauptstadt Lissabon. Sie gilt als „Hauptstadt der Dinosaurier“ in Portugal, dank der Vielzahl der hier existierenden Funde.

## Geschichte

Funde im Stadtmuseum
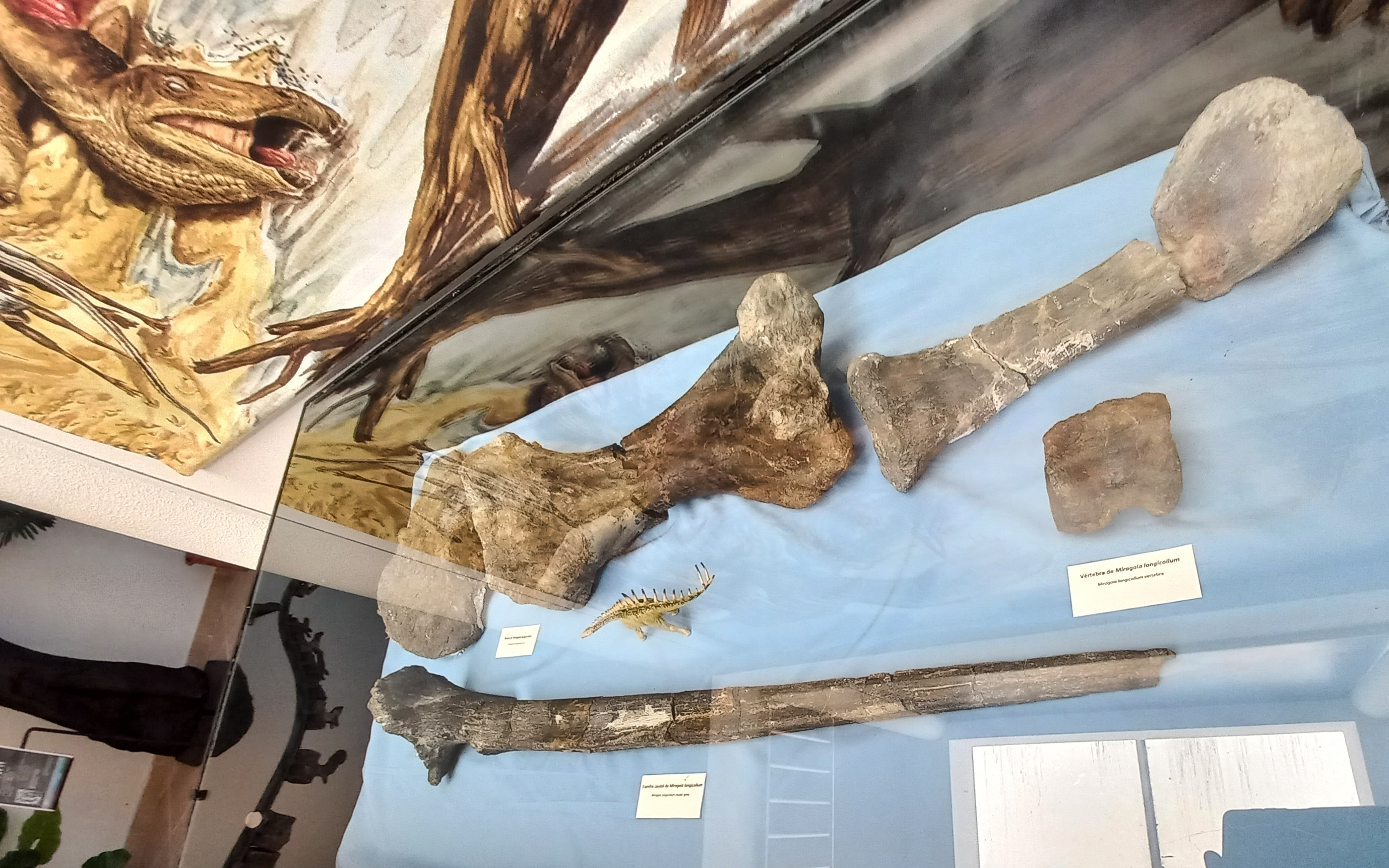
Lourinhã Miragaia
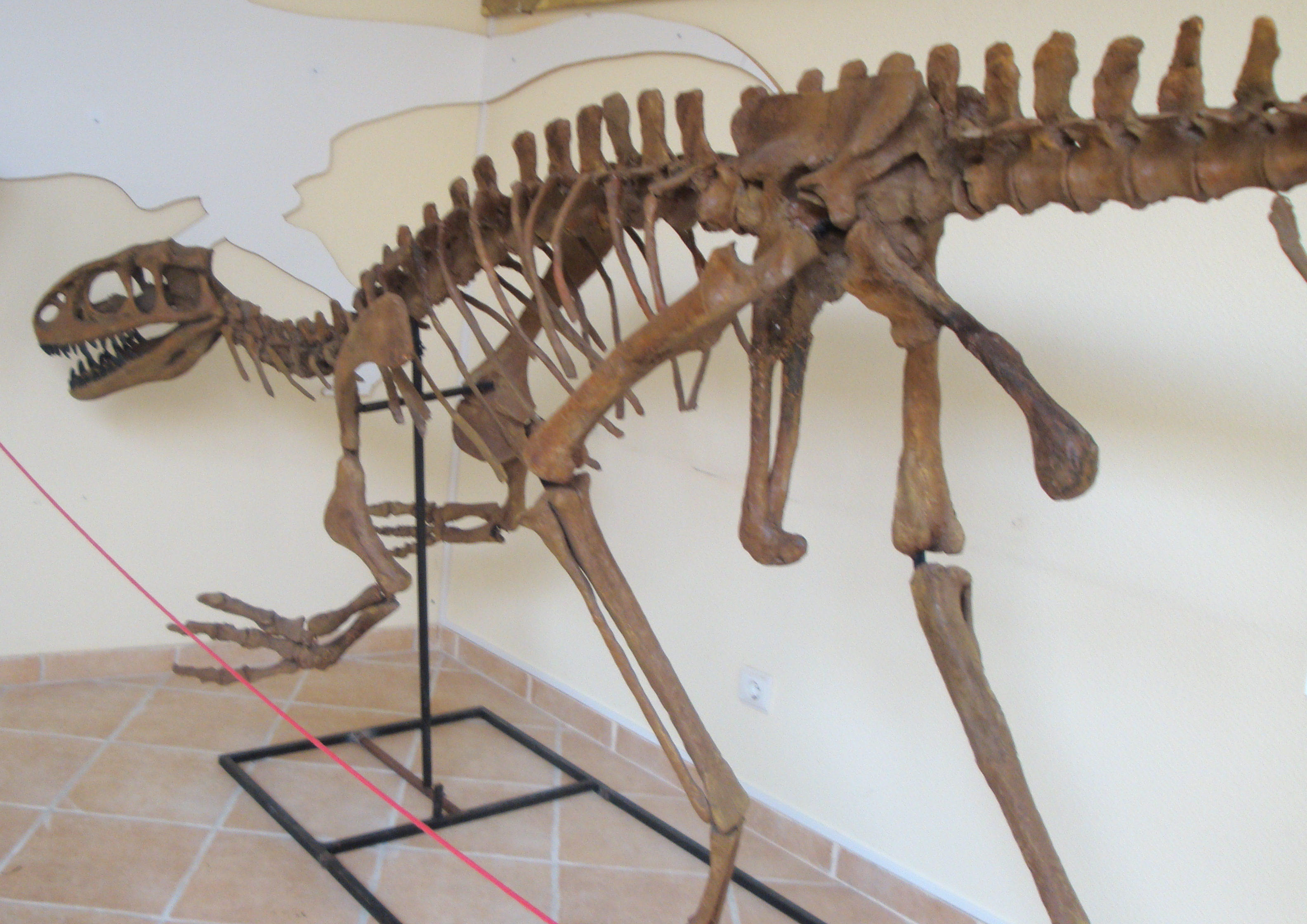
Lourinhanosaurus antunesi
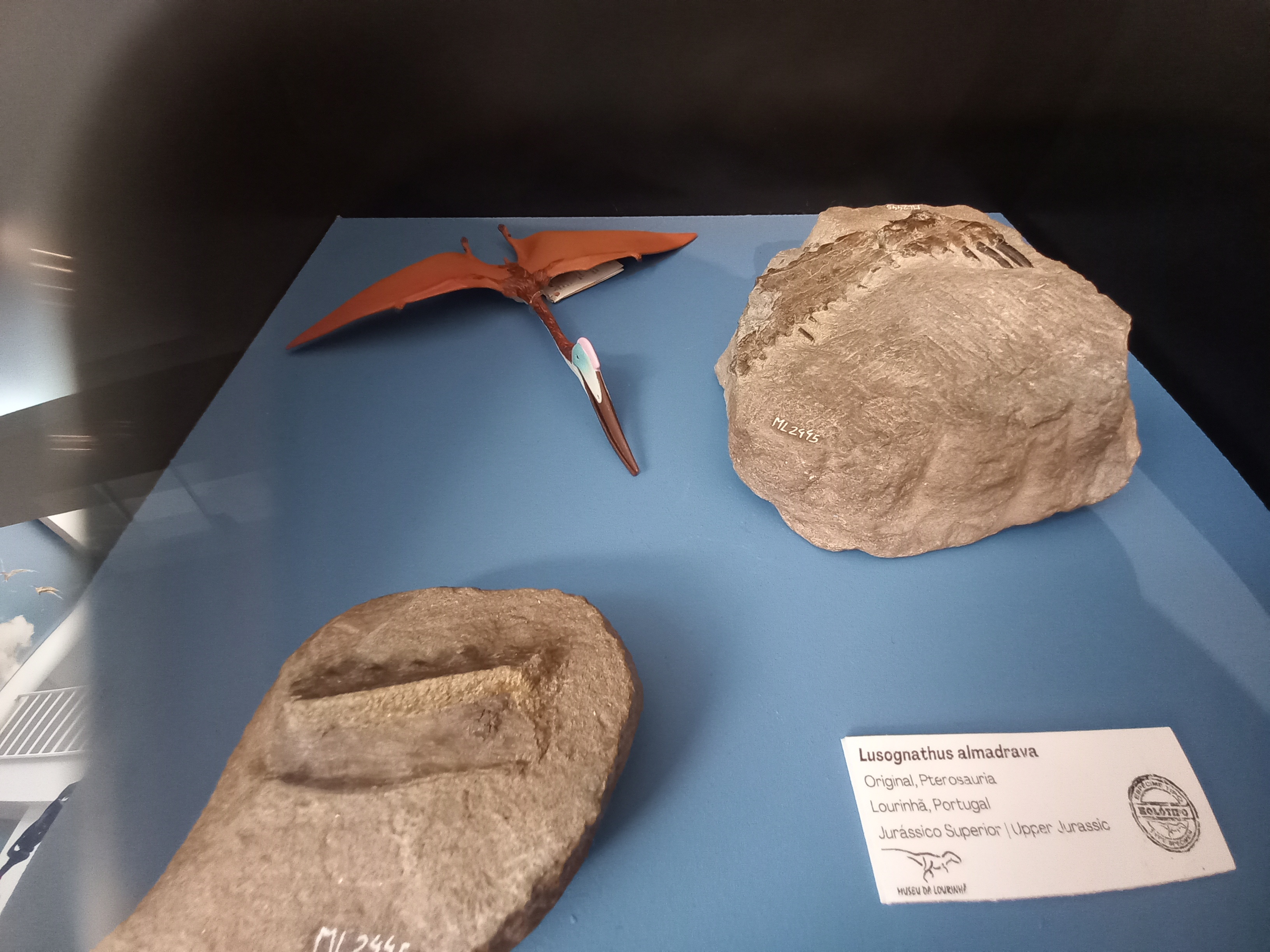
Lourinhã Lusognathus

Lourinhã ist der Kreis mit den zahlreichsten Funden von Spuren und Fossilien von Dinosauriern. Die Besiedlung durch den Menschen ist durch Funde seit der Altsteinzeit belegt. Dank der vorteilhaften Lage an der Küste siedelten hier in der Folge Keltiberer, Phönizier, Griechen, und Römer. Der heutige Ortsname geht möglicherweise auf das nahe römische Landgut des Römers Laurinius zurück, woraus Lauriniusanam als Bezeichnung des hiesigen Ortes der Provinz Lusitania entstand. Eine andere Theorie sieht den Ursprung des heutigen Ortsnamens im lateinischen Begriff Laurus-laurii, der mit dem hier üppig wachsenden Lorbeer (lat. Laurus, port. Louro) entstand. Die "Tholos Pai Mogo" ist ein kupferzeitliches Kuppelgrab in Lourinhã. 
Nach der Landnahme 711 durch die Mauren wurde der Ort arabisch. Im Zuge der Reconquista eroberte der erste König Portugals, D.Afonso Henriques, den Landstrich und gab ihn dem französischen Ritter D.Jordan, für seine Verdienste bei der 1147 erfolgten Eroberung Lissabons von den Mauren. D.Jordan gab dem Ort vermutlich 1160 erste Stadtrechte, die von den Königen D.Sancho I. im Jahr 1218, und D.Afonso III. im Jahr 1251 bestätigt wurden.
Im Zuge seiner Verwaltungsreformen erneuerte König D.Manuel I. die Stadtrechte Lourinhãs 1512.
Im Verlauf der Napoleonischen Invasionen ereignete sich am 21. August 1808 in Vimeiro bei Lourinhã die Schlacht von Vimeiro. Die unterlegenen Franzosen unterzeichneten daraufhin die Konvention von Cintra und räumten das von ihnen besetzte Portugal.

## Kultur und Sehenswürdigkeiten
Verschiedene thematische Wanderwege (u. a. Dinosaurier, Vimeiro-Schlacht, Küste) sind im Kreis angelegt.
Zu den regelmäßigen Kulturveranstaltungen gehört hier das Literaturfestival Livros a Oeste, das jährlich im Mai an einer Reihe Veranstaltungsorten in Lourinhã stattfindet.

### Kulturstätten
Das 1984 eröffnete Stadtmuseum Museu da Lourinhã ist in vier Bereiche unterteilt: Archäologie, Sakralkunst, Ethnografie und Paläontologie. Seine Sammlung von Funden aus dem Oberjura gilt als größte der Iberischen Halbinsel und als international bedeutend. So befinden sich hier die ältesten gefundenen Dinosaurier-Eier der Welt, und mit 100 Eiern das weltweit zweitgrößte erhaltene Gelege.
Ein museales Besucherzentrum ist am Ort der 1808 ausgefochtenen Schlacht von Vimeiro eingerichtet. Weitere Kulturstätten im Kreis sind das Museum zur regionalen landwirtschaftlichen Geschichte, das Museu Rural do Reguengo Grande, dazu die Stadtbibliothek Biblioteca Municipal, und das Stadtarchiv Arquivo Municipal.

### Kulturdenkmale
Der Kreis zählt aktuell (Oktober 2013) 67 geschützte Bauten und Plätze in verschiedenen Stufen des Schutzes. Neben verschiedenen historischen Gebäuden und einer Reihe Sakralbauten ist auch ein Denkmal für die Schlacht von Vimeiro 1808 zu besichtigen. Es wurde zum hundertsten Jahrestag 1908 im Stil des frühen 19. Jahrhunderts errichtet und steht unter Denkmalschutz. Auch das Haus, in dem der Befehlshaber der portugiesisch-britischen Verteidigung, der spätere General Wellington, residierte, zählt zu den Baudenkmälern des Kreises.
Der historische Ortskern steht zudem als Ganzes unter Denkmalschutz.

### Strände

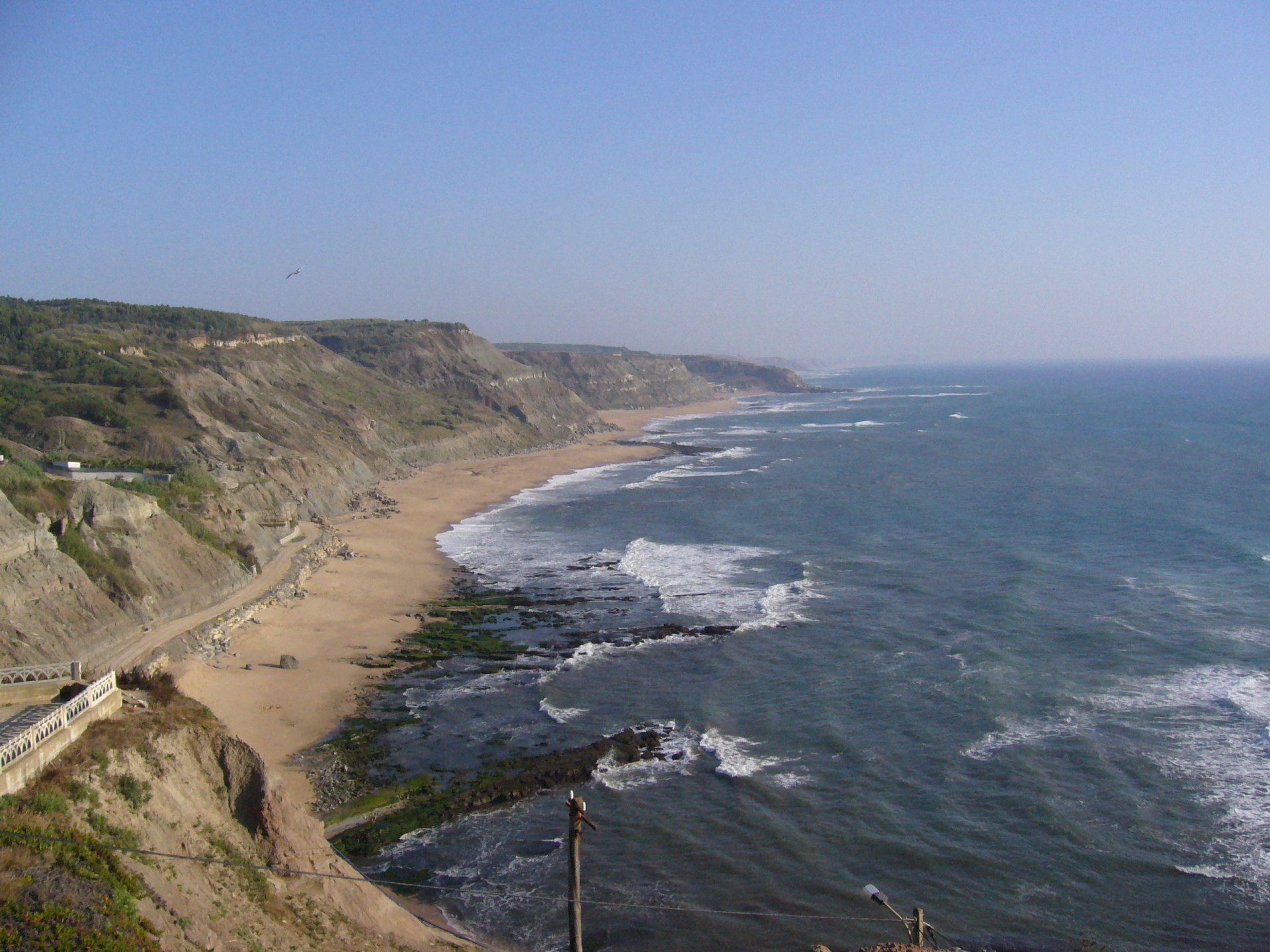
Blick auf Porto das Barcas

Der Kreis verfügt über 12 km Atlantik-Küste, an der sich eine Reihe unterschiedlich ausgeprägter Strände befinden:
- Praia da Areia Branca
- Paimogo
- Caniçal
- Vale de Frades
- Areal
- Peralta
- Porto das Barcas
- Zimbral
- Porto Dinheiro
- Valmitão

## Sport
Der Fußballverein SC Lourinhanense existiert seit 1926 und spielt heute (Saison 2013/14) in der dritten Liga, dem Campeonato Nacional de Seniores. Er trägt seine Heimspiele im städtischen Estádio Municipal da Lourinhã aus. Der Verein unterhält zudem eine Radsport-Abteilung.
Der 1989 gegründete Hóquei Clube da Lourinhã praktiziert neben seiner Hauptsportart Rollhockey inzwischen elf weitere Sportarten.

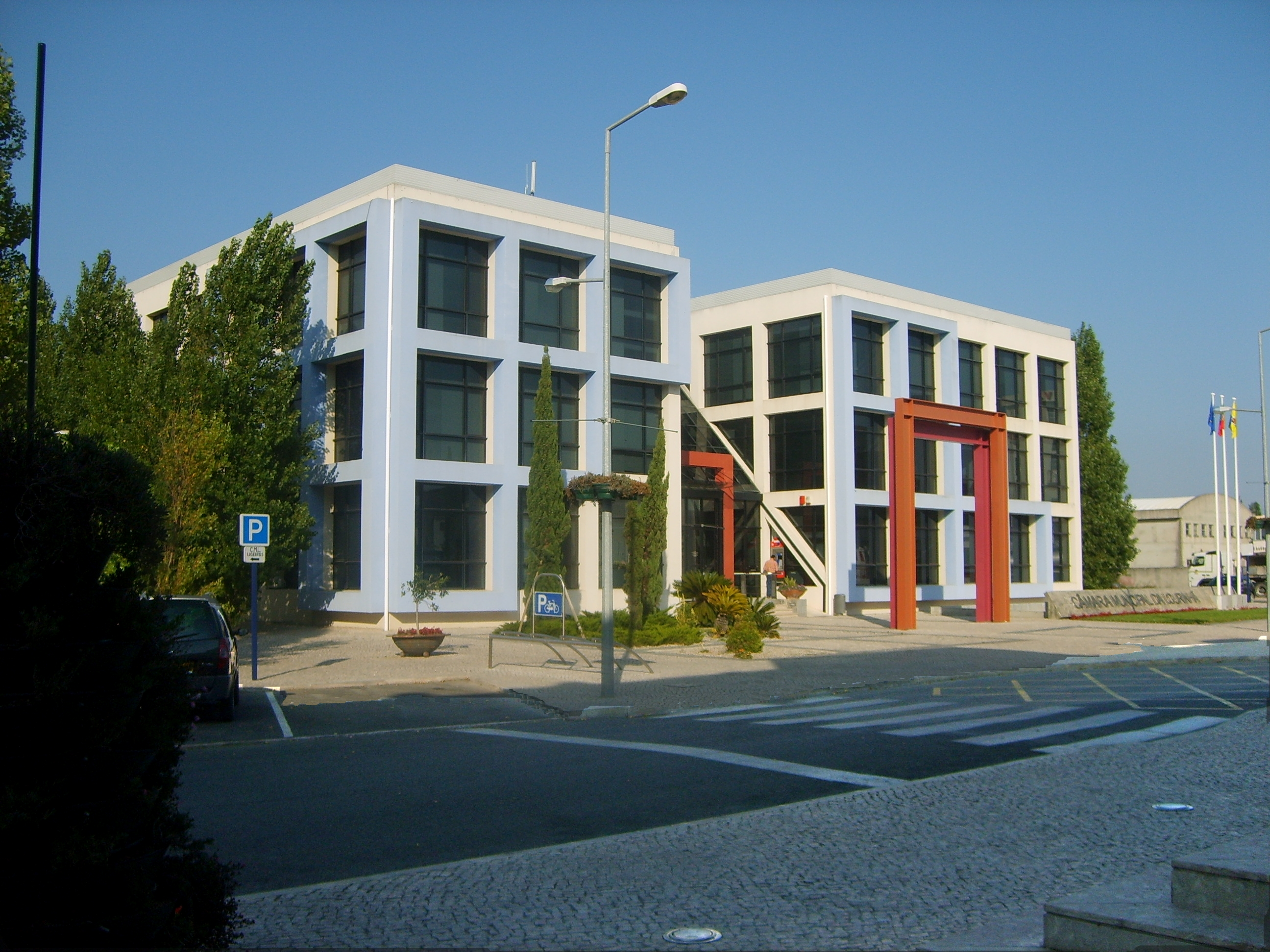
Die Stadtverwaltung (Câmara Municipal) von Lourinhã

Die Gemeinden des Kreises bis 2013

## Verwaltung

### Der Kreis
Lourinhã ist Verwaltungssitz eines gleichnamigen Kreises (Concelho) im Distrikt Lissabon. Am 19. April 2021 hatte der Kreis 26.240 Einwohner auf einer Fläche von 147,2 km².
Die Nachbarkreise sind (im Uhrzeigersinn im Norden beginnend): Peniche, Óbidos, Bombarral, Cadaval, Torres Vedras sowie der Atlantische Ozean.
Mit der Gebietsreform im September 2013 wurden mehrere Gemeinden zu neuen Gemeinden zusammengefasst, sodass sich die Zahl der Gemeinden von zuvor elf auf acht verringerte.
Die folgenden Gemeinden (Freguesias) liegen im Kreis Lourinhã:

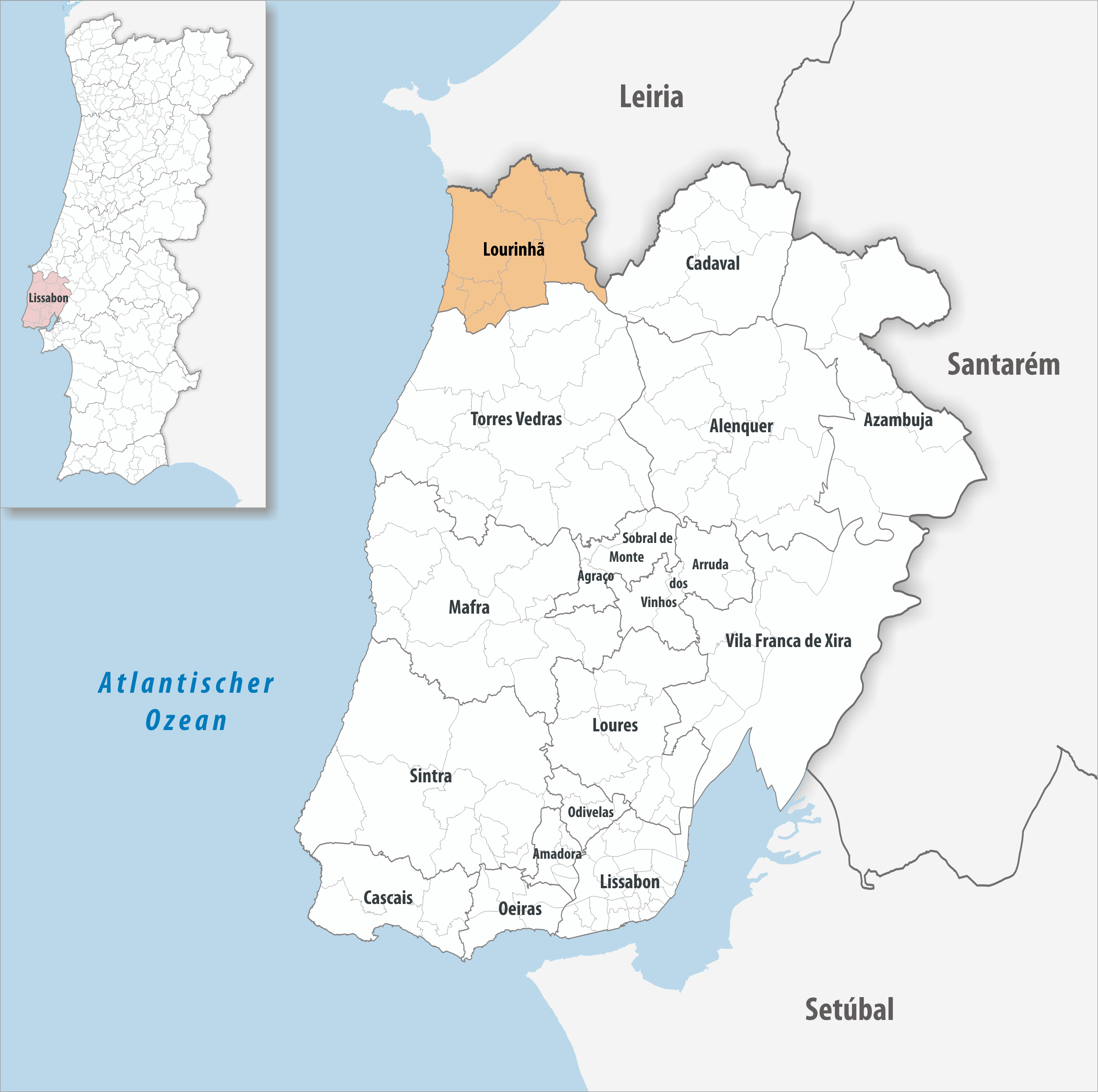
Kreis Lourinhã

| Gemeinde                            | Einwohner (2021) | Fläche km² | Dichte Einw./km² | LAU- Code |
| ----------------------------------- | ---------------- | ---------- | ---------------- | --------- |
| Lourinhã e Atalaia                  | 12.342           | 46,48      | 266              | 110812    |
| Miragaia e Marteleira               | 3.479            | 19,47      | 179              | 110813    |
| Moita dos Ferreiros                 | 1.671            | 24,83      | 67               | 110803    |
| Reguengo Grande                     | 1.486            | 15,59      | 95               | 110805    |
| Ribamar                             | 2.160            | 6,11       | 354              | 110810    |
| Santa Bárbara                       | 2.031            | 7,52       | 270              | 110806    |
| São Bartolomeu dos Galegos e Moledo | 1.506            | 20,10      | 75               | 110814    |
| Vimeiro                             | 1.565            | 7,08       | 221              | 110808    |
| Kreis Lourinhã                      | 26.240           | 147,18     | 178              | 1108      |

### Bevölkerungsentwicklung
| Einwohnerzahl im Kreis Lourinhã (1801–2011) | Einwohnerzahl im Kreis Lourinhã (1801–2011) | Einwohnerzahl im Kreis Lourinhã (1801–2011) | Einwohnerzahl im Kreis Lourinhã (1801–2011) | Einwohnerzahl im Kreis Lourinhã (1801–2011) | Einwohnerzahl im Kreis Lourinhã (1801–2011) | Einwohnerzahl im Kreis Lourinhã (1801–2011) | Einwohnerzahl im Kreis Lourinhã (1801–2011) | Einwohnerzahl im Kreis Lourinhã (1801–2011) | Einwohnerzahl im Kreis Lourinhã (1801–2011) |
| ------------------------------------------- | ------------------------------------------- | ------------------------------------------- | ------------------------------------------- | ------------------------------------------- | ------------------------------------------- | ------------------------------------------- | ------------------------------------------- | ------------------------------------------- | ------------------------------------------- |
| 1801                                        | 1849                                        | 1900                                        | 1930                                        | 1960                                        | 1981                                        | 1991                                        | 2001                                        | 2011                                        |                                             |
| 3366                                        | 6481                                        | 12.154                                      | 17.049                                      | 22.927                                      | 21.245                                      | 21.596                                      | 23.239                                      | 25.735                                      |                                             |

### Kommunaler Feiertag
- 24. Juni

### Städtepartnerschaften
- Frankreich: Écully (seit 1995)
- Kap Verde: Sal (seit 2006)
- Frankreich: Deuil-la-Barre (seit 2009)[13]
- Deutschland: Bad Liebenzell (seit 2019)[14]

## Söhne und Töchter der Stadt
- Lourenço Vicente (1311–1398), Erzbischof von Braga
- Manuela de Sousa Marques (* 1924), Germanistin, Literaturwissenschaftlerin, Übersetzerin und Autorin
- Manuel Maria Baltazar (1927–1992), Marineoffizier und Komponist, von 1976 bis 1987 Leiter des portugiesischen Marineorchesters
- Ana Jorge (* 1950), Ärztin und Politikerin, Gesundheitsministerin 2008 bis 2011
- Sérgio Manuel Patrício Martins (1956–2005), leitender Polizist, 1993/94 in Jugoslawien stationiert, 2005 im Dienst erschossen
- Rodrigo Maurício (* 1975), Akkordeonist
- Jucie Lupeta (* 1993), Fußballspieler

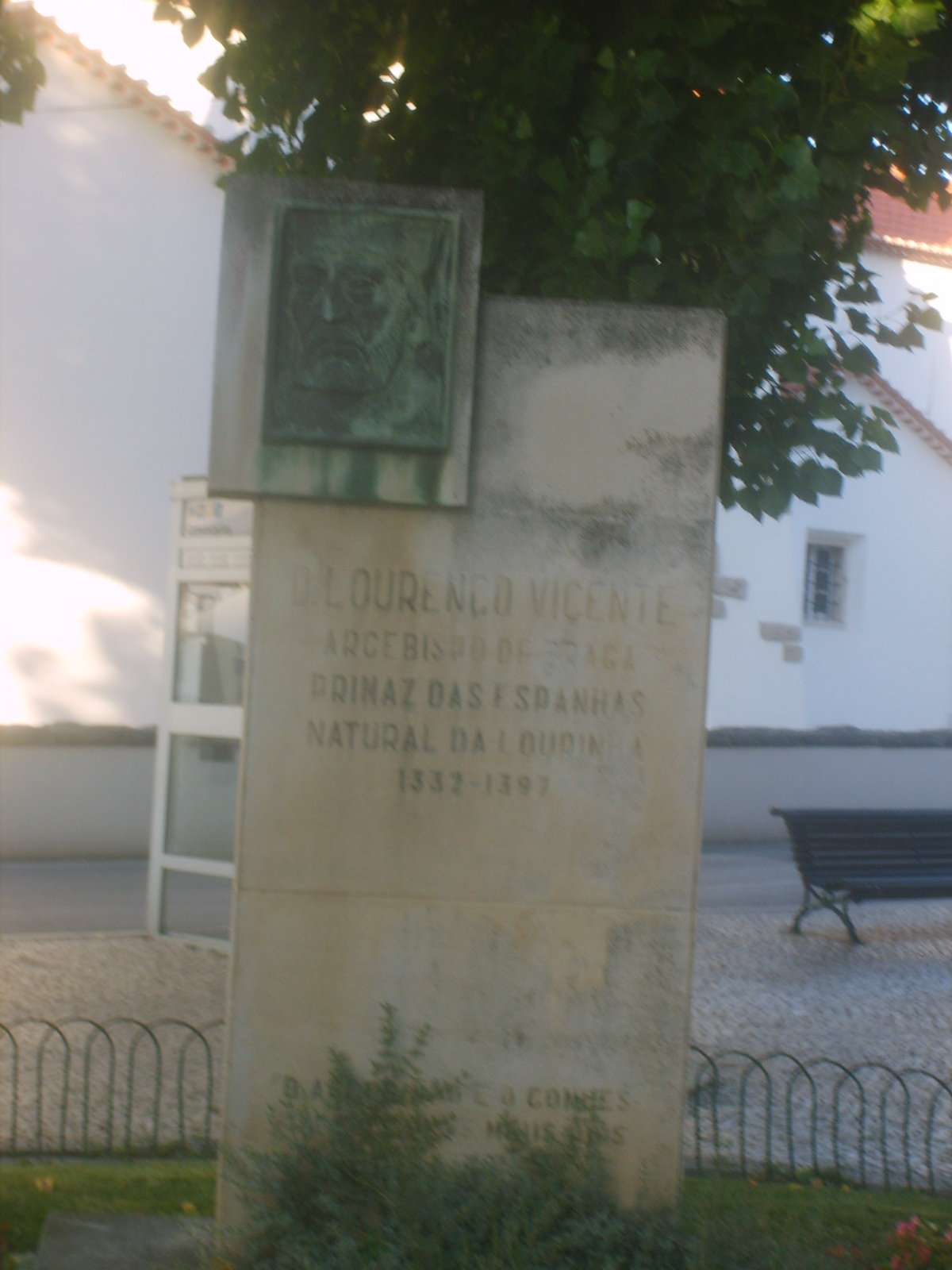
Gedenkstein für Lourenço Vicente
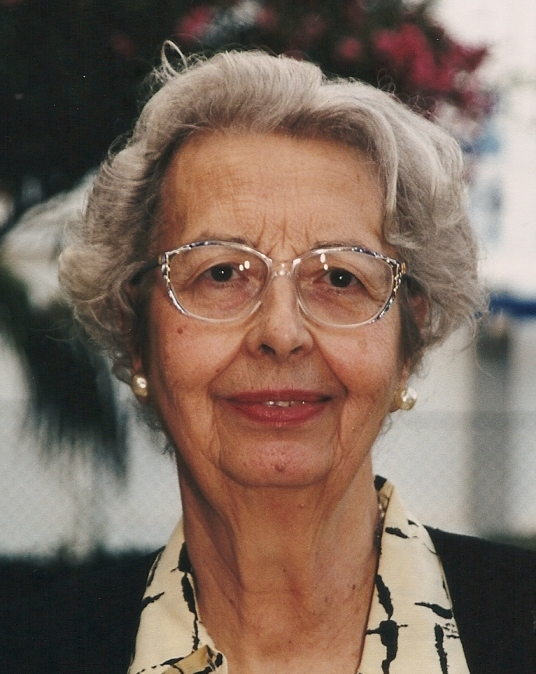
Manuela Sousa Marques
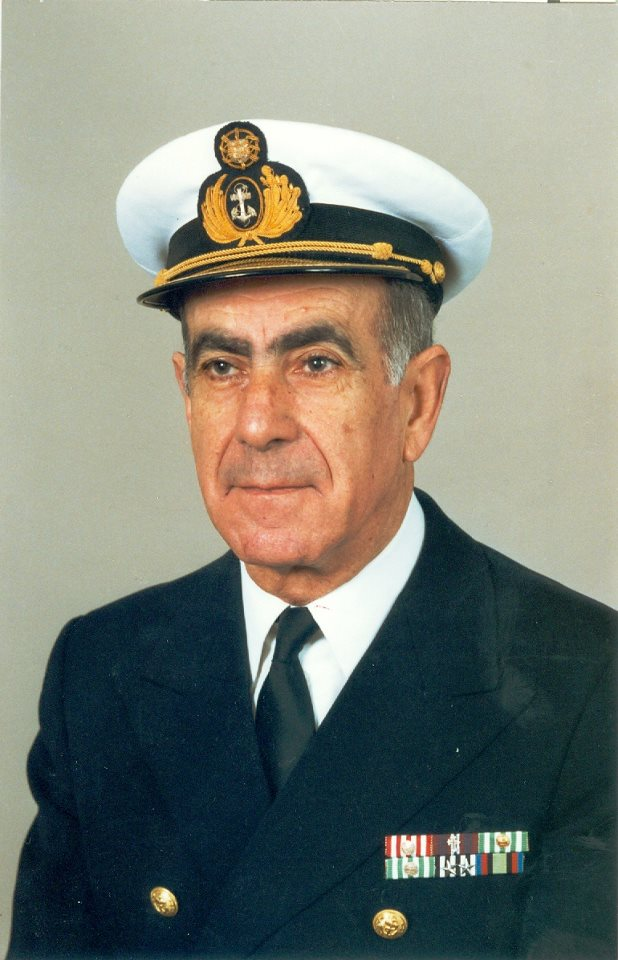
Maestro Manuel Maria Baltazar
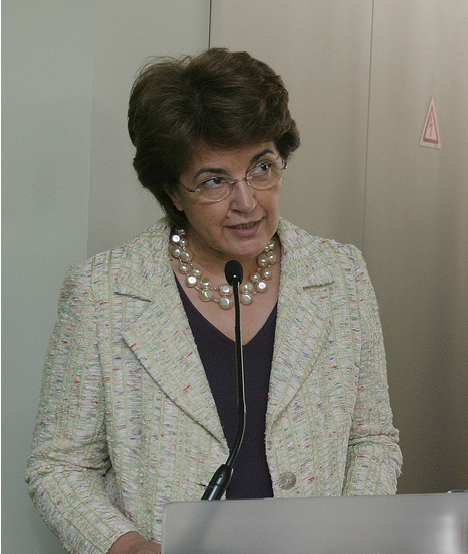
Ana Jorge